# Liparis warpurii
Liparis warpurii är en orkidéart som beskrevs av Robert Allen Rolfe. Liparis warpurii ingår i släktet gulyxnen, och familjen orkidéer. Inga underarter finns listade i Catalogue of Life.